# Jüdischer Friedhof (Ebern)

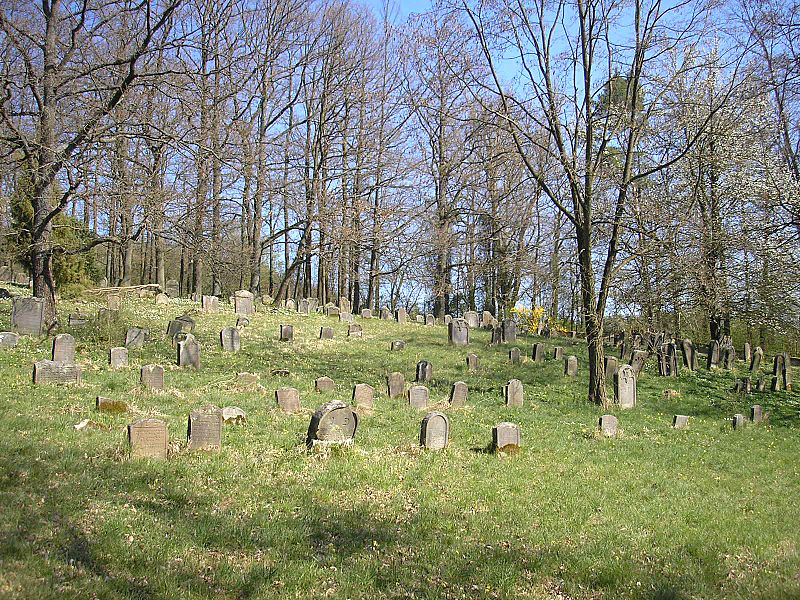
Teilansicht

Der Jüdische Friedhof Ebern liegt nördlich der ehemaligen Kreisstadt Ebern (Landkreis Haßberge, Unterfranken) hinter einem weitläufigen Fabrikgelände. Der im 17. Jahrhundert angelegte jüdische Friedhof diente bis 1912 als Begräbnisstätte der jüdischen Bevölkerung der Stadt und des Umlandes.

## Geschichte

### Stadt Ebern

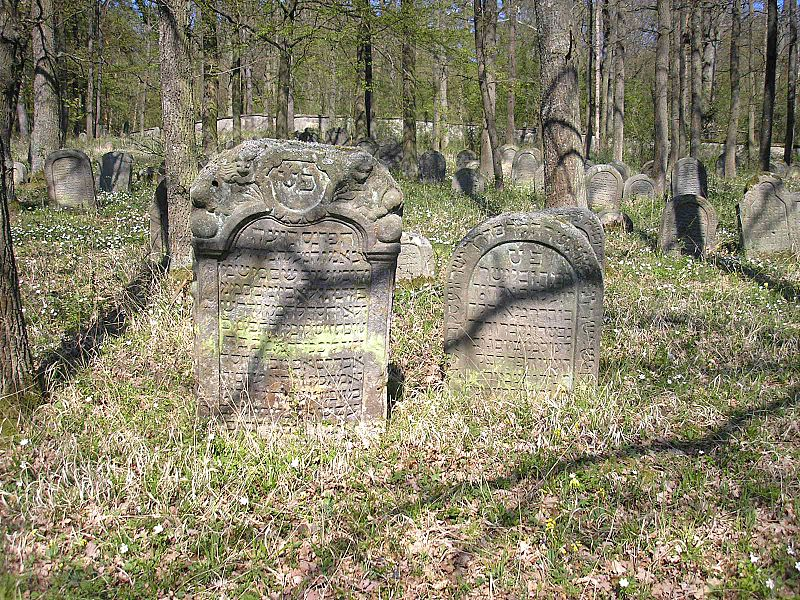
Grabstein mit barocken Stilformen

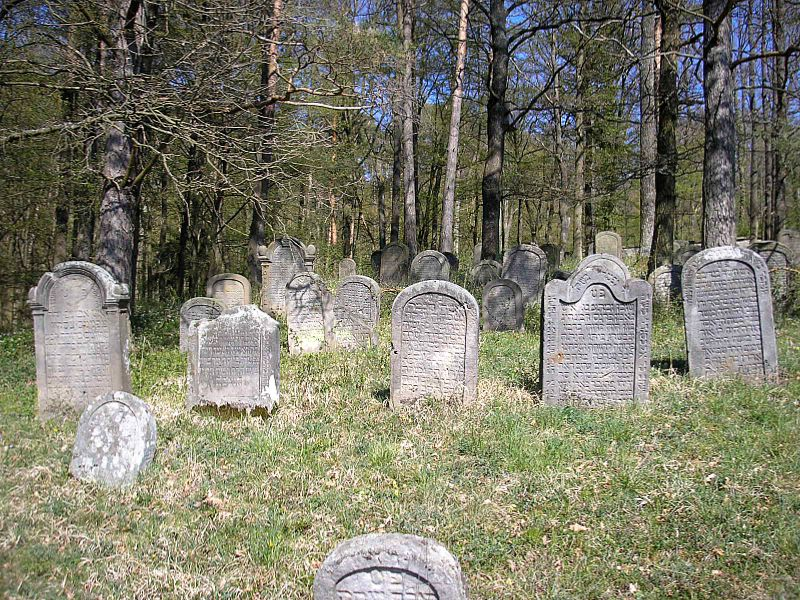
Im älteren Friedhofsteil

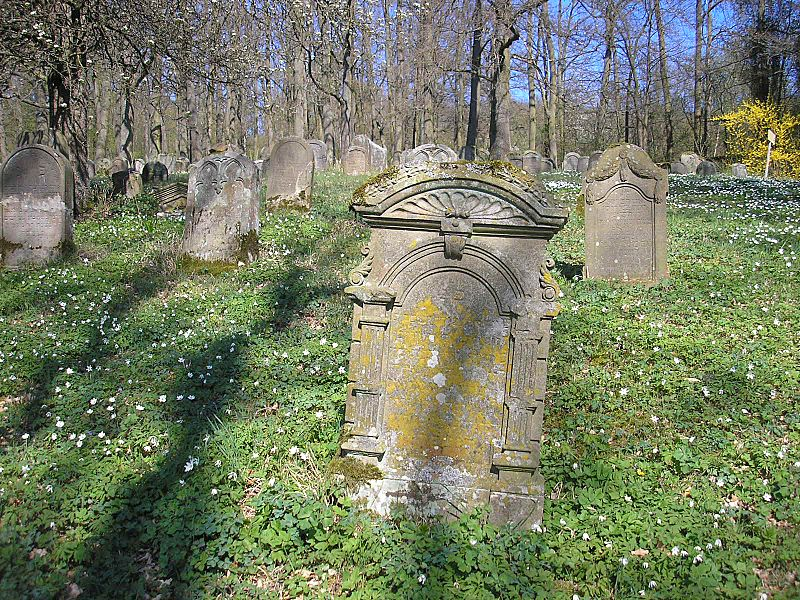
Steine aus dem 19. Jahrhundert

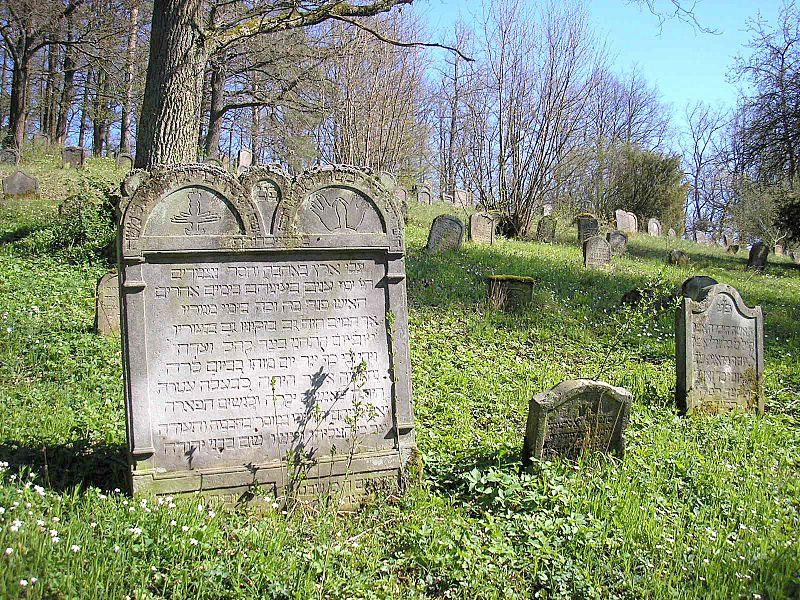
Grabmonument mit Symbolschmuck

In der Stadt Ebern ist die Ansiedlung von Juden erstmals 1433 nachweisbar. Bischof Johann von Brunn hatte den Bürgern drei Jahre nach dem großen Stadtbrand die Aufnahme und die Einbehaltung der Schutzgelder gestattet, um den Wiederaufbau der Stadt zu fördern. 1633 erwarben die in der Stadt ansässigen Juden das Grundstück in der Flur Paradies am Westhang des Steinberges als Begräbnisstätte. Im Jahr 1639 wurde die kleine Gemeinde allerdings bereits wieder aus der Amtsstadt des Hochstiftes Würzburg ausgewiesen.
Der vor der Stadt versteckt in einem Seitental angelegte Friedhof diente nach der Ausweisung der wenigen Eberner Judenfamilien als zentraler Begräbnisplatz (Jüdischer Verbandsfriedhof) der umliegenden jüdischen Gemeinden. Innerhalb der Stadtmauern wurden bis zur Säkularisation noch mehrmals Juden aufgenommen und wieder vertrieben. In der Regel lebten jeweils zwei Familien gleichzeitig in Ebern.
1622 lehnte die Bürgerschaft eine jüdische Ansiedlung allerdings ab. Man habe schlechte Erfahrungen mit dem Juden Michel gemacht, der seine Pferde sogar am Sonntag während des Gottesdienstes an der Pfarrkirche vorbeigeführt haben soll. Weiterhin warf man dem Michel sogar Brunnenvergiftung und einen lockeren Lebenswandel vor. Ein Jahr später verwies Fürstbischof Philipp Adolf von Ehrenberg sämtliche Juden aus dem Bistum.
Bereits 1659 ersuchte man beim Hochstift jedoch die Wiederansiedlung. Die Bürgerschaft erhoffte sich zusätzliche Einnahmen durch die anfallenden Schutz- und Sondergelder, mit denen die Schäden des Dreißigjährigen Krieges abgemildert werden sollten.

### Umland
Die protestantische Reichsritterschaft der Haßberge hatte nach der weitgehenden Entvölkerung der Region während des Dreißigjährigen Krieges neben zahlreichen christlichen Ansiedlern auch viele Juden aufgenommen. Diese „Schutzjuden“ waren teilweise aus den Städten des Hochstiftes Würzburg vertrieben worden, da man sie u. a. für den Ausbruch kriegsbedingter Seuchen wie der Pest verantwortlich machte. Die Ansiedlung dieser Bevölkerungsgruppe war eine lukrative Einnahmequelle der jeweiligen Territorialherren. Neben Schutzgeldern mussten Neujahrsgeld, Extrageld, Koschergeld und Straßenbaukontributionen aufgebracht werden.
1683 erteilte man den jüdischen Gemeinden der Stadt und des Umlandes die Erlaubnis, den Eberner Friedhof zu vergrößern und zu ummauern. Die letzte Bestattung fand dort 1912 statt. Diese Umfassungsmauer wurde während der Zeit des Nationalsozialismus teilweise abgebrochen und zum Straßenbau verwendet. 1962 erneuerte die Stadt die Ummauerung.
Die größeren jüdischen Gemeinden der Haßberge legten im 18. oder 19. Jahrhundert eigene Friedhöfe an. Bereits 1708 entstand der jüdische Friedhof in Burgpreppach, 1832 der jüdische Friedhof bei Ermershausen. 1835 wurde der jüdische Friedhof in Memmelsdorf bei Untermerzbach angelegt. 1841 kam noch der kleine jüdische Friedhof in Untermerzbach hinzu.

## Beschreibung
Der Friedhof liegt nordöstlich des Betriebsgeländes der FTE automotive am Hang des Steinberges. Das etwa 132,50 Ar große Gelände ist teilweise von einer ungefähr 1,50 Meter hohen Sandsteinmauer umgeben. Die während der Zeit des Nationalsozialismus abgebrochenen Mauerteile wurden mit Betonfertigelementen erneuert.
Das moderne schmiedeeiserne Eingangstor ist aus Sicherheitsgründen verschlossen. Der Schlüssel wird von der Stadtverwaltung ausgegeben.
Heute sind noch etwa 1200 Grabsteine (Mazewot) erhalten, die wegen der orthodoxen Ausrichtung der Gemeinden des Umlandes fast ausschließlich hebräisch beschriftet sind. Nur unterhalb des Zuganges tragen einige jüngere Grabdenkmäler zweisprachige Inschriften.
Die älteren Steine wurden meist aus dem heimischen Rhätsandstein gefertigt und tragen oft reichen Symbolschmuck. Einige besonders aufwendig verzierte Grabsteine zeigen barocke Stilformen. Besonders hervorzuheben ist ein Grabstein mit Engelsköpfen und einer stilisierten Schabbatlampe.
Die Steine im neueren Friedhofsteil tragen die typischen historisierenden Dekorationselemente des 19. Jahrhunderts. Neben klassizistischen Formen erkennt man neoromanische Säulen und neugotische Maßwerke.
Einige wenige Grabstätten scheinen noch gelegentlich von Angehörigen besucht zu werden. Hierauf deuten die kleinen Lesesteine, die dem jüdischen Brauch entsprechend auf die Grabmale gelegt werden. Besonders viele dieser Steine liegen allerdings auf den Grabmonumenten im Eingangsbereich und wurden wohl von kulturhistorisch interessierten nichtjüdischen Besuchern hinterlassen.